# 柯尼希斯布伦
柯尼希斯布伦（德語：Königsbrunn，發音：[køːnɪçsˈbʁʊn] ⓘ 或 [køːnɪksˈbʁʊn] ⓘ）是德国巴伐利亚州施瓦本行政区奥格斯堡县的城市，面积18.4平方千米，2023年12月31日人口为28,377人。